# San Rafael (Oreamuno)
San Rafael è un distretto della Costa Rica, capoluogo del cantone di Oreamuno, nella provincia di Cartago.